# Klaus Pickshaus

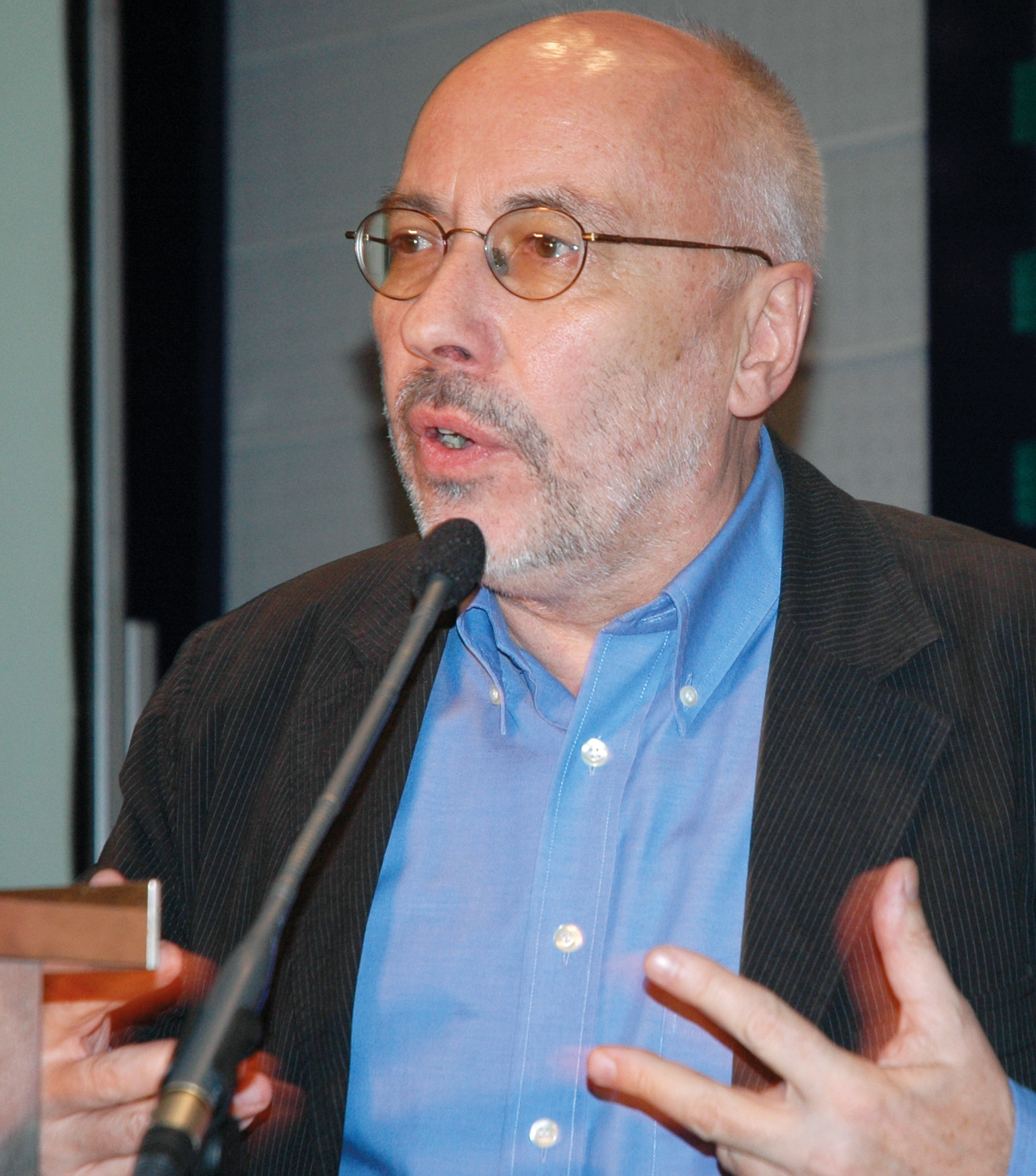
Klaus Pickshaus, 2006

Klaus Pickshaus (* 14. Januar 1949 in Velbert) ist ein deutscher Politikwissenschaftler, Journalist und Sachbuchautor.

## Leben
Klaus Pickshaus studierte Politikwissenschaften und Geschichte an der Philipps-Universität Marburg. Bis Mitte der 1980er Jahre war er als Mitarbeiter des Instituts für Marxistische Studien und Forschungen (IMSF) in den Schwerpunkten Analyse sozialer Bewegungen und Gewerkschaftstheorie tätig. Von 1989 an war er Redakteur des von Jürgen Räuschel gegründeten ökologischen Fachinformationsdienstes Arbeit & Ökologie-Briefe in Frankfurt am Main, anschließend war er beim Hauptvorstand der IG Medien tätig. Seit 2000 leitete er das Ressort Arbeits- und Gesundheitsschutz. Von 2010 bis Juli 2014 leitete Pickshaus den Funktionsbereich Arbeitsgestaltung und Qualifizierungspolitik der Industriegewerkschaft IG Metall in Frankfurt am Main. Seit 2014 gehört er zum Beirat der Z. Zeitschrift Marxistische Erneuerung.

## Veröffentlichungen (Auswahl)
- mit Brigitte Aulenbacher, Frank Deppe, Klaus Dörre, Christoph Ehlscheid (Hg.): Mosaiklinke Zukunftspfade. Gewerkschaft, Politik, Wissenschaft, Westfälisches Dampfboot, Münster 2021, ISBN 978-3-89691-064-6.
- Klaus Pickshaus: Rücksichtslos gegen Gesundheit und Leben – Gute Arbeit und Kapitalismuskritik – ein politisches Projekt auf dem Prüfstand, VSA-Verlag, Hamburg 2014, ISBN 978-3-89965-609-1
- Richard Detje, Klaus Pickshaus, Hans-Jürgen Urban (Hrsg.): Arbeitspolitik kontrovers VSA-Verlag, Hamburg 2008, ISBN 3-89965-148-0
- Klaus Pickshaus, Hans-Jürgen Urban: Illusion oder konkrete Utopie? Gute Arbeit im Finanzmarktkapitalismus[5]
- Klaus Pickshaus, Hans-Jürgen Urban: Perspektiven gewerkschaftlicher Arbeitspolitik – Plädoyer für eine neue Humanisierungsoffensive, Gewerkschaftliche Monatshefte, H. 10–11 2002, S. 631–639[2]
- Arbeiten ohne Ende: neue Arbeitsverhältnisse und gewerkschaftliche Arbeitspolitik, VSA-Verlag, Hamburg 2001, ISBN 3-87975-833-6
- Klaus Dörre, Klaus Pickshaus, Rainer Salm: Re-Taylorisierung: Arbeitspolitik contra Marktsteuerung, VSA-Verlag, Hamburg 2001, ISBN 3-87975-967-7
- Den Rücken schonen: Rückgrat zeigen, IG Medien, Stuttgart 2000
- Klaus Pickshaus und Klaus Priester (Hrsg.): Lösemittel und Ersatzstoffe, Verlag der Ökologischen Briefe, Frankfurt 1993, ISBN 3-928507-01-X
- Klaus Pickshaus und Klaus Priester (Hrsg.): Gesundheit und Ökologie im Büro, Verlag der Ökologischen Briefe, Frankfurt 1991, ISBN 3-928507-00-1
- Gert Hautsch, Gerhard Heß, Dr. Johannes Henrich von Heiseler und Klaus Pickshaus: Tarifbewegungen und Arbeitskämpfe 1976/77, Nachrichten-Verlag, Frankfurt a. M. 1977